# Open di Francia 2021 - Singolare femminile in carrozzina
Yui Kamiji era la campionessa in carica, ma è stata sconfitta in finale dalla nuova vincitrice del torneo Diede de Groot con il punteggio di 6-4, 6-3.
Con questo torneo la tennista olandese ha raggiunto per la seconda volta in carriera il Career Gran Slam

## Teste di serie
1.    Diede de Groot (campionessa)
  2.    Yui Kamiji (finale)

## Tabellone

### Legenda
| - Q = Qualificato - WC = Wild card - LL = Lucky loser | - ALT = Alternate - SE = Special Exempt - PR = Protected Ranking | - w/o = Walkover - r = Ritirato - d = Squalificato |

|  | Quarti di finale | Quarti di finale   | Quarti di finale   | Quarti di finale | Quarti di finale |  |  | Semifinali | Semifinali         | Semifinali         | Semifinali | Semifinali |   |   | Finale | Finale         | Finale         | Finale | Finale |  |
|  |                  |                    |                    |                  |                  |  |  |            |                    |                    |            |            |   |   |        |                |                |        |        |  |
|  | 1                | Diede de Groot     | Diede de Groot     | 6                | 6                |  |  |            |                    |                    |            |            |   |   |        |                |                |        |        |  |
|  |                  | Angélica Bernal    | Angélica Bernal    | 0                | 0                |  |  | 1          | Diede de Groot     | Diede de Groot     | 6          | 6          |   |   |        |                |                |        |        |  |
|  |                  | Aniek van Koot     | Aniek van Koot     | 6                | 6                |  |  |            | Aniek van Koot     | Aniek van Koot     | 1          | 1          |   |   |        |                |                |        |        |  |
|  | WC               | Emmanuelle Mörch   | Emmanuelle Mörch   | 1                | 2                |  |  |            |                    |                    |            |            |   |   | 1      | Diede de Groot | Diede de Groot | 6      | 6      |  |
|  |                  | Dana Mathewson     | Dana Mathewson     | 1                | 4                |  |  |            |                    | 2                  | Yui Kamiji | Yui Kamiji | 4 | 3 |        |                |                |        |        |  |
|  |                  | Kgothatso Montjane | Kgothatso Montjane | 6                | 6                |  |  |            | Kgothatso Montjane | Kgothatso Montjane | 0          | 4          |   |   |        |                |                |        |        |  |
|  |                  | Jordanne Whiley    | Jordanne Whiley    | 2                | 1                |  |  | 2          | Yui Kamiji         | Yui Kamiji         | 6          | 6          |   |   |        |                |                |        |        |  |
|  | 2                | Yui Kamiji         | Yui Kamiji         | 6                | 6                |  |  |            |                    |                    |            |            |   |   |        |                |                |        |        |  |